# Maria Perepelkina
Pour les articles homonymes, voir Perepelkina.
Maria Nikolaïevna Perepelkina (en russe : Мария Николаевна Перепёлкина) (née Douskriadtchenko le 9 mars 1984 à Almaty) est une joueuse de volley-ball russe. Elle mesure 1,87 m et joue au poste de centrale. Elle totalise 28 sélections en équipe de Russie. Elle est mariée à l'entraineur russe Aleksandr Perepelkine.

## Clubs
| Club                 | De        | À         |
| -------------------- | --------- | --------- |
| Jetysou Almaty       |           | 2001-2002 |
| Universitet Belgorod | 2002-2003 | 2005-2006 |
| Ouralotchka NTMK     | 2006-2007 | 2007-2009 |
| Dinamo Moscou        | 2009-2010 | mai 2015  |
| Leningradka          | 2015-2016 | 2015-2016 |
| Dinamo Krasnodar     | 2016-2017 | 2018-2019 |
| Leningradka          | 2019-2020 | 2019-2020 |
| Dinamo Krasnodar     | 2020-2021 | …         |

## Palmarès

### Équipe nationale
- Championnat du monde (1)
  - Vainqueur : 2010.

### Clubs
- Coupe de Russie
  - Vainqueur : 2009, 2011.
  - Finaliste : 2012.
- Championnat de Russie
  - Finaliste : 2010, 2011, 2012, 2013, 2015.

### Distinctions individuelles
- Coupe de la CEV féminine 2008-2009: Meilleure serveuse.